# گل اشرفی
گل اشرفی(نام علمی: Coreopsis tinctoria) نام یک گونه از تیره کاسنیان است.